# Charles Thomas Longley

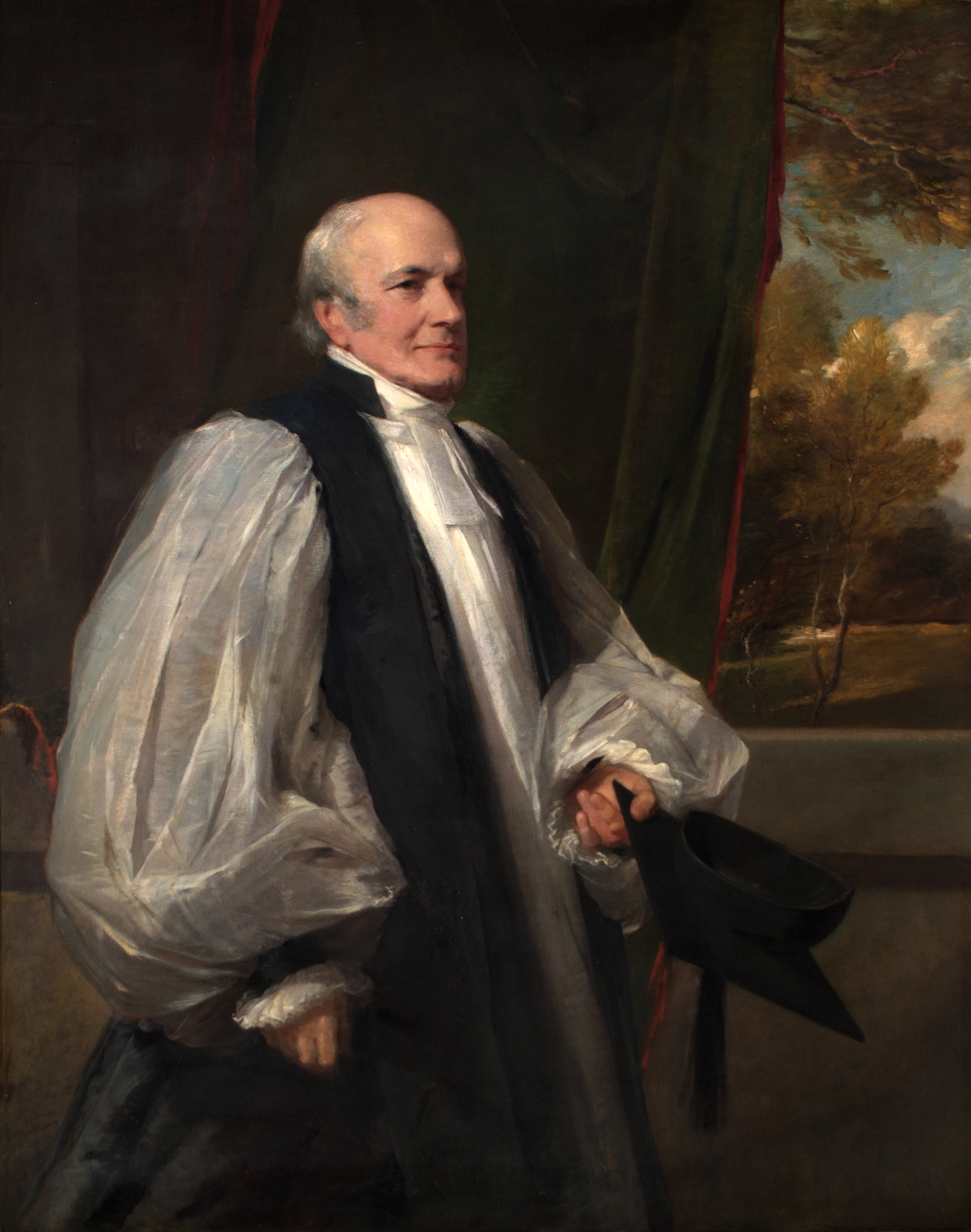
Charles Thomas Longley, Arcebispo da Cantuária

Charles Thomas Longley (28 de julho de 1794 - 27 de outubro de 1868) foi um pároco da Igreja Anglicana. Serviu como Bispo de Ripon, Bispo de Durham, Arcebispo de Iorque e posteriormente como Arcebispo da Cantuária de 1862 até à sua morte.

## Biografia
Nasceu em Rochester e foi o quinto filho do falecido John Longley, Magistrado de Rochester e recebeu a sua educação na Westminster School e na Universidade de Oxford. Foi ordenado em 1818 e foi nomeado Vigário de Cowley, Oxford em 1823. Em 1827 recebeu a reitoria de West Tytherley em Hampshire e, dois anos mais tarde, foi eleito para director da Harrow School. Ficou neste cargo até 1836 quando foi consagrado Bispo de Ripon. Em 1856 tornou-se Bispo de Durham e em 1869, Arcebispo de Iorque.
Em 1862 sucedeu a John Bird Sumner como Arcebispo da Cantuária. Pouco depois as dúvidas relacionadas com a deposição do Bispo John William Colenso foram remetidas para Longley, porém, por achar que as opiniões de Coleno eram heréticas e o seu depoimento justificável, recusou pronunciar-se sobre as dificuldades legais do caso.
O evento mais importante do seu primado foi a realização da primeira conferência Pan-Anglicana de bispos britânicos, colonos e estrangeiros em Lambeth em 1867. Os seus trabalhos publicados incluem vários sermões e discursos. Morreu em Addington Park perto de Croydon.